# جياني برونو
جياني برونو (بالإيطالية: Gianni Bruno)‏ (19 أغسطس 1991 لييج بلجيكا - ) هو لاعب كرة قدم إيطالي يلعب كمهاجم.

## وصلات خارجية
جياني برونو على موقع الاتحاد الأوربي (الإنجليزية)
- جياني برونو على موقع الاتحاد البلجيكي (الإنجليزية)
- جياني برونو على موقع اتحاد تركيا (لاعب) (الإنجليزية)
- جياني برونو على موقع رابطة كرة القدم الفرنسية للمحترفين (الإنجليزية)
- جياني برونو على موقع قاعدة بيانات كرة القدم.إي يو (الإنجليزية)
- جياني برونو على موقع ليكيب (الفرنسية)
- جياني برونو على موقع Soccerway.com (الإنجليزية)
- جياني برونو على موقع عالم كرة القدم.نت (الإنجليزية)
- جياني برونو على موقع AS.com (الإسبانية)